# Oleta Adams
Oleta Adams (ur. 4 maja 1953 w Seattle) – amerykańska wokalistka jazzowa i soulowa.
Wychowała się w rodzinie, w której królował gospel (jej ojciec był pastorem). Karierę wokalną rozpoczęła na początku lat osiemdziesiątych. Pierwszą płytę, którą sama sfinansowała, wydała w roku 1983, ale nie osiągnęła ona znaczącego sukcesu. Przełomowym w jej karierze był rok 1985, w którym zauważona została przez Rolanda Orzabala oraz Curta Smitha, liderów znanej popowej grupy Tears for Fears. W roku 1989, wraz z tą grupą, nagrała swój pierwszy wielki przebój, Woman in Chains. Rok później wydała swój drugi solowy album, Circle of One, który zdobył dużą popularność (m.in. 11 miejsce na liście Billboard R&B/Hip-Hop Albums w roku 1991 oraz 1 miejsce na liście UK album chart w marcu tego roku). Kolejne płyty Evolution oraz Moving On również okazały się komercyjnymi sukcesami. W roku 2005 wydała swój pierwszy koncert nagrany na DVD (Oleta Adams Live in Concert), zaś rok później - pierwszą płytę utrzymaną w świątecznym klimacie (Christmas Time with Oleta).

## Dyskografia
- 1983 - Going on Record
- 1990 - Circle of One
- 1993 - Evolution
- 1995 - Moving On
- 1996 - The Very Best of Oleta Adams
- 1997 - Come Walk With Me
- 2001 - All the Love
- 2004 - Ultimate Collection
- 2006 - Christmas Time with Oleta
- 2009 - Let's Stay Here